# South Pierce (Dakota del Norte)
South Pierce es un territorio no organizado ubicado en el condado de Pierce en el estado estadounidense de Dakota del Norte. En el Censo de 2010 tenía una población de 88 habitantes y una densidad poblacional de 0,31 personas por km².

## Geografía
South Pierce se encuentra ubicado en las coordenadas 48°1′56″N 99°59′19″O / 48.03222, -99.98861. Según la Oficina del Censo de los Estados Unidos, South Pierce tiene una superficie total de 279.55 km², de la cual 251.48 km² corresponden a tierra firme y (10.04%) 28.07 km² es agua.

## Demografía
Según el censo de 2010, había 88 personas residiendo en South Pierce. La densidad de población era de 0,31 hab./km². De los 88 habitantes, South Pierce estaba compuesto por el 98.86% blancos, el 0% eran afroamericanos, el 0% eran amerindios, el 0% eran asiáticos, el 0% eran isleños del Pacífico, el 0% eran de otras razas y el 1.14% pertenecían a dos o más razas. Del total de la población el 1.14% eran hispanos o latinos de cualquier raza.